# Sprengchemie Forst-Scheuno
Koordinaten: 51° 42′ 36,8″ N, 14° 42′ 57,3″ O

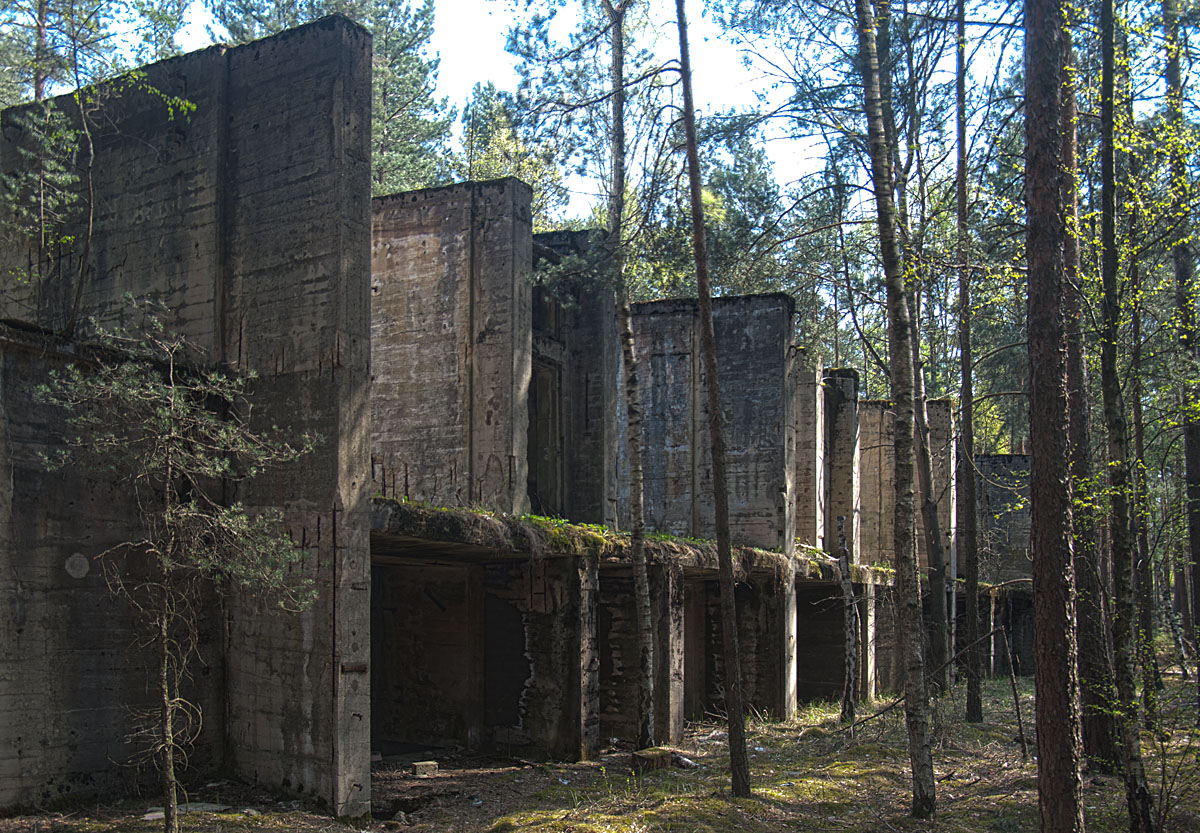
Teile der ehemaligen Munitionsfabrik

Die Sprengchemie Forst-Scheuno war eine in der Zeit des Nationalsozialismus ab 1938 südöstlich der Stadt Forst (Lausitz) in der damaligen preußischen Provinz Brandenburg errichtete Sprengstofffabrik. Sie befand sich östlich der Lausitzer Neiße nahe der heutigen Autostrada A18 im Ortsteil Forst-Scheuno (heute Brożek). Die Deutsche Sprengchemie GmbH betrieb die Anlage.

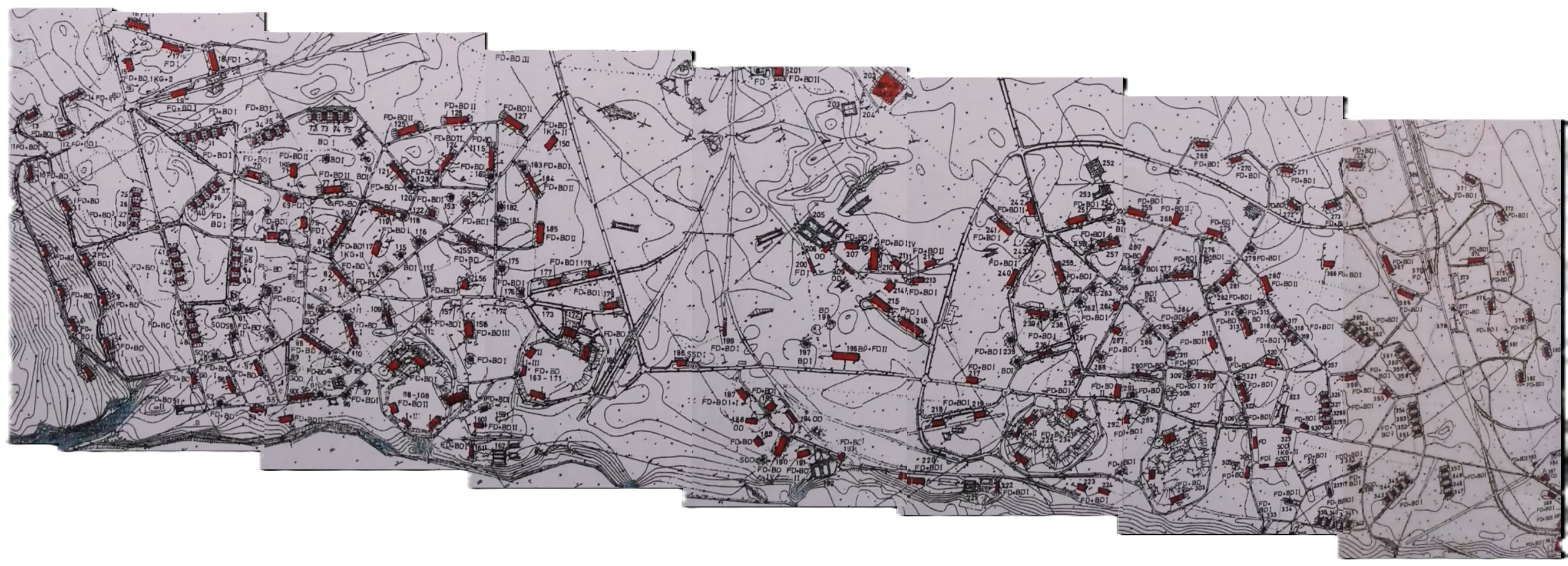
Karte der Sprengchemie Forst-Scheuno

## Geschichte
Baubeginn der Anlage war 1938. Sie diente zur Herstellung von Munition aus Nitroglycerin. Das 550 Hektar große Areal umfasste circa 400 Gebäude, 80 km Straße und 36 km Gleise. Die erste Pulverauslieferung fand 1941 statt. Zu Spitzenzeiten arbeiteten 1.400 bis 2.000 Arbeiter, darunter auch Zwangsarbeiter sowie KZ-Häftlinge, im Zweischichtsystem in der Fabrik. Mit Ende des Zweiten Weltkrieges wurde das Gebiet östlich der Lausitzer Neiße unter polnische Verwaltung gestellt. Die Maschinen und Anlagen der Sprengstofffabrik wurden zu Reparationszwecken demontiert und in die Sowjetunion gebracht. Ab 1959 ging das Gelände in polnischen Besitz über, die Gebäude wurden entkernt. In der Zeit von 1963 bis 1989 dienten einige Gebäude der polnischen Staatsreserve, so wurden unter anderem Zucker, Salz und Getreide eingelagert.
Seit dem Zusammenbruch des Ostblockes ist das Gelände frei zugänglich. Auf dem Gelände der ehemaligen Sprengfabrik siedelten sich kleinere Unternehmen sowie eine Paintballanlage an. Des Weiteren werden Führungen angeboten. Durch das offene Gelände und die Tatsache, dass sich vor allem in unterirdischen Bunkeranlagen noch immer hochexplosive Sprengstoffe und -materialien befinden können, gab es auch in jüngerer Zeit Todesfälle. 2004 wurde ein Versuch unternommen, die Sprengstoffüberreste von Soldaten der polnischen Armee entfernen zu lassen, dabei wurden rund drei Viertel der Fläche untersucht.